# 八八會館
八八會館，又稱為88會館，因座落於臺灣臺北市信義區松勤街88號而得名，原為台灣鳳梨公司在1995年興建的高檔集合住宅大樓，在2010年代一至三樓被赌博相關從業者翻新為臺北市私人招待所，後在腐敗醜聞等社會新聞案件中受到台灣社會關注，被頻繁用來指涉台灣警界腐敗、黑金政治與官商勾結，現已停止運作。

## 歷史
臺灣臺北市信義區松勤街88號位於台北地標台北101大樓的對街，原為台鳳集團在1995年委由建築師曾國俊統籌規劃興建的高級集合住宅大樓「大炁四方」，於1998年完工，共有十二層，僅有11戶，一戶面積可達一百卅四坪，一坪售價六七十萬元，一戶當時售價約為七八千萬元。
在2010年代的不詳時間，大炁四方的1到3樓被從事博弈產業與地下匯兌的八八會館負責人郭哲敏改裝為招待政商名流的豪華私人招待所，內有卡拉OK、吧檯、酒櫃、大型電玩機台以及射飛鏢機等娛樂設施。
2020年4月，八八會館首次於媒體上曝光，經其他大炁四方住戶投訴，台灣雜誌《周刊王》報導有一高檔私人會館隱身於信義區豪宅之中，每週皆會舉辦至少三場活動，歌手周興哲、名模錢帥君、林嘉綺、以及多位警界高官與幫派成員皆被指曾經出入該招待所。在2020年8月，該私人招待所主動搬離轉售，八八會館停止運作。

## 腐敗醜聞
2022年11月4日，時任時代力量籍前立委黃國昌召開記者會揭露一部時任中央警察大學校長陳檡文在2017年擔任內政部警政署警政委員時，與台灣幫派天道盟要角林秉文、高利貸業者林彥廷等人共同出入八八會館的影片，引發台灣社會爭議。陳檡文否認有與黑道勾結，表示僅前往探取白狼相關情資的單純聚會，未獲主管機關內政部採信而被懲處，於2022年12月31日自請退休。同時有消息指出，不只陳檡文，許多內政部警政署刑事警察局的高階警官以及檢察官皆曾出入八八會館，接受地下博弈相關從業者的無償招待，最終共有24名警察因此受到懲處，台灣新北地方檢察署檢察官王涂芝與台灣高等檢察署檢察官黃錦秋在2024年被監察院通過彈劾。
台灣政治人物時任台灣民眾黨黨主席柯文哲、時任國立臺灣大學校長管中閔、中國國民黨籍立委林為洲以及民進黨籍時任行政院副院長鄭文燦亦被指稱曾經出入八八會館接受招待。

## 郭哲敏洗錢案
八八會館的負責人，名模錢帥君的男友，同時也是境外地下博弈支付匯兌系統服務業者AE集團董事長郭哲敏，在2022年10月因被控涉嫌洗錢數十億，涉犯洗錢罪、賭博罪被臺灣警方通緝，但已於2022年10月離境前往泰國，在2023年8月在泰國曼谷被押解返台，被裁定羈押。2024年經調查後，涉案洗錢金額高達217億，且涉嫌為詐騙業者洗錢，11月底原訂一億元的交保裁定被撤銷，裁定續押於臺北看守所。另一涉洗錢案，且共同經營八八會館招待所的林秉文，則於2024年12月在拘提與出境管制之前離開台灣。
郭哲敏經營的八八會館招待所，被認為影響了臺灣檢警機構偵辦此案的行政與司法過程，讓他在2022年10月得以在被拘提之前提前出境，但2024年10月臺北地方檢察署認定郭哲敏行賄罪並不成立結案。
2025年5月，新北地方法院依照違反《銀行法》，判郭哲敏11年8月有期徒刑。